# 베일리 라이트
베일리 콜린 라이트(Bailey Colin Wright, 1992년 7월 28일 ~ )는 호주의 축구 선수로 현재 싱가포르 프리미어리그의 라이언 시티 세일러스에서 수비수로 활약하고 있다.

## 선수 경력
잉글랜드의 프레스턴 노스 엔드에서 프로 데뷔했다.